# 김희연 (아나운서)
김희연(1998년 11월 30일~)은 대한민국 MBC 스포츠플러스 아나운서다.  

### 학력
- 성균관대학교 연기예술학과 학사

## 출연작
- MBC 스포츠플러스 KBO 리포팅 (2023)
- MBC 스포츠플러스 엠스플 in 캠프 (2024)
- MBC 스포츠플러스 《베이스볼 투나잇》(2024)